# Spanyol női kézilabda-bajnokság (első osztály)
A División de Honor a legmagasabb osztályú spanyol női kézilabda-bajnokság. A bajnokságot 1953 óta rendezik meg. Jelenleg tizenkét csapat játszik a bajnokságban, a legeredményesebb klub a BM Sagunto (Medina, Íber, Mar Valencia, El Osito, Milar L'Eliana), a címvédő a BM Bera Bera.

## Kispályás bajnokságok
| Év   | 1. hely                       | 2. hely                      | 3. hely                       |
| ---- | ----------------------------- | ---------------------------- | ----------------------------- |
| 1953 | Sección Femenina de Madrid    | Atlético de Madrid           | SEU Madrid                    |
| 1954 | Sección Femenina de Madrid    | Sección Femenina de Palencia | Liceo Francés de Barcelona    |
| 1955 | Sección Femenina de Madrid    | María Molina de Madrid       | SEU Barcelona                 |
| 1956 | —                             |                              |                               |
| 1957 | —                             |                              |                               |
| 1958 | —                             |                              |                               |
| 1959 | —                             |                              |                               |
| 1960 | —                             |                              |                               |
| 1961 | Sección Femenina de Barcelona | Sección Femenina de Palencia | Sección Femenina de La Coruña |
| 1962 | Sociedad Hípica La Coruña     | Sección Femenina de Valencia | Medina Barcelona              |
| 1963 | Medina Barcelona              | Medina Murcia                | Sociedad Hípica La Coruña     |
| 1964 | Picadero JC Barcelona         | Sección Femenina de Murcia   | Sociedad Hípica La Coruña     |
| 1965 | Picadero JC Barcelona         | Medina Valencia              | Medina Murcia                 |
| 1966 | Picadero JC Barcelona         | Medina Valencia              | Medina La Coruña              |
| 1967 | Picadero JC Barcelona         | Anoeta San Sebastián         | Medina Valencia               |
| 1968 | Medina Valencia               | Picadero JC Barcelona        | Medina Segovia                |
| 1969 | Medina Valencia               | Picadero JC Barcelona        | Medina La Coruña              |
| 1970 | Picadero JC Barcelona         | Medina Valencia              | Medina La Coruña              |
| 1971 | Atlético de Madrid            | Medina Málaga                | Medina Valencia               |
| 1972 | Atlético de Madrid            | Medina Guipúzcoa             | Medina Málaga                 |
| 1973 | Medina Guipúzcoa              | Medina Valencia              | Atlético de Madrid            |
| 1974 | Medina Valencia               | Atlético de Madrid           | Medina Guipúzcoa              |
| 1975 | Medina Guipúzcoa              | Atlético de Madrid           | Medina Valencia               |
| 1976 | Atlético de Madrid            | Medina Zaragoza              | Medina Valencia               |
| 1977 | Atlético de Madrid            | Medina Zaragoza              | Medina Madrid                 |
| 1978 | Atlético de Madrid            | BM Zaragoza                  | CREFF Sevilla                 |
| 1979 | Medina Íber Valencia          | Atlético de Madrid           | BM Zaragoza                   |
| 1980 | Medina Íber Valencia          | BM Rancho                    | BM Zaragoza                   |
| 1981 | CB Íber Valencia              | BM Rancho                    | Salleko San Sebastián         |
| 1982 | CB Íber Valencia              | ACD Ayete                    | CM Leganés                    |
| 1983 | CB Íber Valencia              | BM Zaragoza                  | CM Leganés                    |
| 1984 | CB Íber Valencia              | CB Mades Seguros Onda        | INEF Aranjuez                 |
| 1985 | CB Íber Valencia              | CB Mades Seguros Onda        | INEF Aranjuez                 |
| 1986 | CB Íber Valencia              | CB Mades Seguros Onda        | CM Leganés                    |
| 1987 | CB Íber Valencia              | CB Mades Seguros Onda        | CM Leganés                    |
| 1988 | CB Íber Valencia              | CM Leganés                   | AT Mades Seguros              |
| 1989 | CB Íber Valencia              | CM Leganés                   | Universitario de Valladolid   |
| 1990 | CB Íber Valencia              | EMT Pegaso Madrid            | AT Constructora Estellés      |
| 1991 | CB Íber Valencia              | EMT Pegaso Madrid            | AT Constructora Estellés      |
| 1992 | CB Íber Valencia              | AT Constructora Estellés     | Vanyera Remudas Gran Canaria  |
| 1993 | CB Mar Valencia               | Valencia Urbana              |                               |
| 1994 | CB Mar Valencia               | Valencia Urbana              | EMT Pegaso Madrid             |
| 1995 | Mar El Osito L'Eliana         | Valencia Urbana              | Corteblanco Bidebieta         |
| 1996 | Mar El Osito L'Eliana         | Valencia Urbana              | Elda Prestigio                |
| 1997 | Mar El Osito L'Eliana         | AD Amadeo Tortajada          | Elda Prestigio                |
| 1998 | Mar El Osito L'Eliana         | Ferrobús Mislata             | Elda Prestigio                |
| 1999 | Elda Prestigio                | Milar L'Eliana               | Ferrobús Mislata              |
| 2000 | Milar L'Eliana                | Ferrobús Mislata             | Elda Prestigio                |
| 2001 | El Osito L'Eliana             | Ferrobús Mislata             | Elda Prestigio                |
| 2002 | El Osito L'Eliana             | Ferrobús Mislata             | Elda Prestigio                |
| 2003 | Elda Prestigio                | El Osito L'Eliana            | Ferrobús Mislata              |
| 2004 | Elda Prestigio                | El Osito L'Eliana            | Ferrobús Mislata              |
| 2005 | Astroc Sagunto                | Elda Prestigio               | Cementos Unión Ribarroja      |
| 2006 | Cementos Unión Ribarroja      | Astroc Sagunto               | Elda Prestigio                |
| 2007 | Cementos Unión Ribarroja      | Astroc Sagunto               | Elda Prestigio                |
| 2008 | Elda Prestigio                | Itxako Navarra               | Parc Sagunto                  |
| 2009 | Itxako Navarra                | Mar Sagunto                  | Elda Prestigio                |
| 2010 | Itxako Navarra                | Elda Prestigio               | Mar Sagunto                   |
| 2011 | Itxako Navarra                | Elda Prestigio               | Mar Sagunto                   |
| 2012 | Itxako Navarra                | BM Bera Bera                 | Mar Sagunto                   |
| 2013 | BM Bera Bera                  | CB Elche Mustang             | BM Remudas Gran Canaria       |
| 2014 | BM Bera Bera                  | BM Remudas Gran Canaria      | BM Alcobendas                 |
| 2015 | BM Bera Bera                  | BM Remudas Gran Canaria      | Atlético Guardés              |
| 2016 | BM Bera Bera                  | BM Remudas Gran Canaria      | Atlético Guardés              |
| 2017 | Atlético Guardés              | BM Bera Bera                 | BM Remudas Gran Canaria       |
| 2018 | BM Bera Bera                  | Atlético Guardés             | BM Remudas Gran Canaria       |
| 2019 | BM Remudas Gran Canaria       | BM Bera Bera                 | Atlético Guardés              |
| 2020 | BM Bera Bera                  | CB Elche                     | Atlético Guardés              |
| 2021 | BM Bera Bera                  | Atlético Guardés             | BM Remudas Gran Canaria       |
| 2022 | BM Bera Bera                  | CBF Málaga                   | CB La Calzada                 |
| 2023 | CBF Málaga                    | CB Elche                     | BM Bera Bera                  |
| 2024 | BM Bera Bera                  | CB Elche                     | CBF Málaga                    |
| 2025 | BM Bera Bera                  | CB Elche                     | Atlético Guardés              |

## Lásd még
- Spanyol férfi kézilabda-bajnokság (első osztály)